# انجین (ویرجینیای غربی)
انجین (به انگلیسی: Anjean) یک منطقهٔ مسکونی در ایالات متحده آمریکا است که در شهرستان گرین‌بریر، ویرجینیای غربی واقع شده است. انجین ۸۱۸٫۰۹ متر بالاتر از سطح دریا واقع شده است.